# Pygeum mooneyi
Pygeum mooneyi är en rosväxtart som beskrevs av Raiz.. Pygeum mooneyi ingår i släktet Pygeum och familjen rosväxter. Inga underarter finns listade i Catalogue of Life.